# Trækfuglene
Trækfuglene er en digtsamling skrevet af Steen Steensen Blicher. Den blev udgivet – i samlet form – i 1838. Flere af digtene havde inden da været udgivet hver for sig i andre publikationer. Samlingen har undertitlen "En Naturconcert" og består af Præludium, Ouverture og 30 fugledigte: 
- Hjejlen
- Lærken
- Sisgenen
- Hornuglen
- Viben
- Stæren
- Storken
- Glenten
- Sneppen
- Silkehalen
- Sælsorten
- Droslen
- Skovduen
- Falken
- Thomas i Gjærdet
- Rørdrummen
- Brushanen
- Rylen
- Horsegommen
- Muusvaagen
- Stillitsen
- Irrisken
- Svalen
- Vagtlen
- Hejren
- Ternen
- Gjøgen
- Lyngspurven
- Nattergalen
- Svanen

Trækfuglene anses for Blichers lyriske hovedværk, og kulminationen er nok følgende digt (i uddrag): 
| „ | Sig nærmer Tiden, da jeg maa væk, Jeg hører Vinterens Stemme; Thi ogsaa jeg er kun her paa Træk, Og haver andensteds hjemme. Jeg vidste længe, jeg skal herfra; Det Hjærtet ikke betynger, Og derfor lige glad nu og da Paa Gjennemreisen jeg synger. Mig bæres for, som ret snart i Qvel At Gitterværket vil briste; Thi qviddre vil jeg et ømt Farvel; Maaskee det bliver det sidste. | “ |